# Награда Сатурн за најбољи трилер филм
Награда Сатурн за најбољи трилер филм се додељује од 2013. године, што је чини једном од две најмлађе категорије ове награде. Претходно, трилер филмови су се налазили у категорији најбољег акционог, авантуристичког или трилер филма (1994—2009), након тога су, накратко, били припојени категорији хорор филмова (2010—2012), да би од 2013. коначно добили своју засебну категорију.
Следи списак награђених филмова по годинама:
| Година   | Филм                                  |
| -------- | ------------------------------------- |
| 2013.    | Светски рат З                         |
| 2014.    | Ишчезла                               |
| 2015.    | Мост шпијуна                          |
| 2016.    | Улица Кловерфилд број 10              |
| 2017.    | Три билборда испред Ебинга у Мисурију |
| 2018/19. | Тешка времена у Ел Ројалу             |
| 2019/20. | Нож у леђа                            |
| 2021/22. | Алеја ноћних мора                     |
| 2022/23. | Опенхајмер                            |
| 2023/24. | Смртоносан сусрет                     |